# Обшлаг

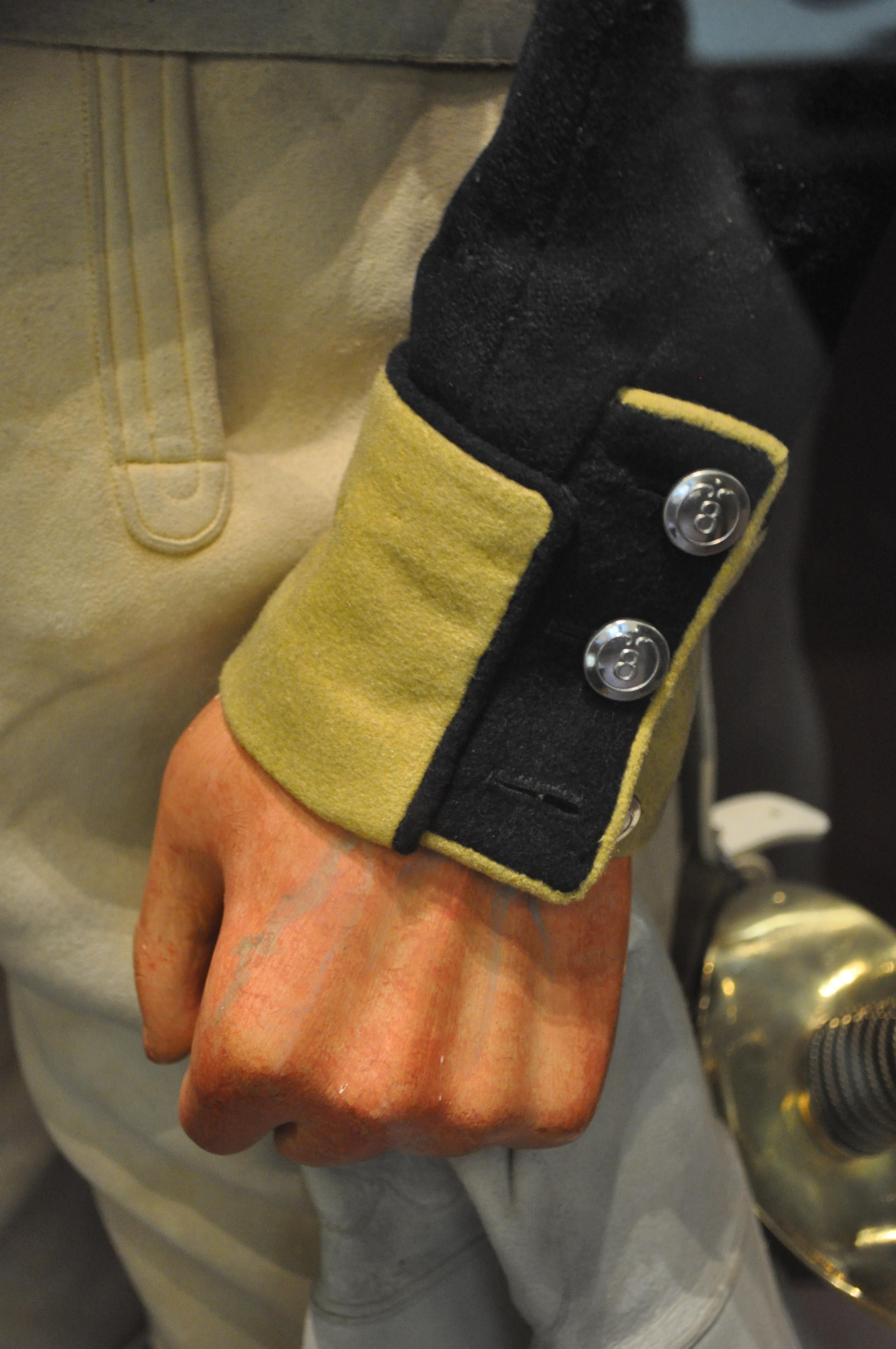
Обшлаг мундира 8-го кирасирского полка французской армии, 1814—1815 годы

Обшла́г (от нем. Aufschlag — «отворот, манжета») — отворот на рукаве мужской одежды, обычно нарукавный отворот, заворот, обшивка. 
По-русски, в разных регионах России — орукавье, карваш, закарваш, закарвашек. Термин используется обычно при описании военной формы. Подкладка под обшлага рукавов называется штафирка.
Выделяются обшлага следующих типов:
1. шведский (без клапана);
2. бранденбургский или французский, русский (с клапаном и тремя обшлажными пуговицами, одна из которых традиционно не застёгивалась);
3. польский с шевроном.

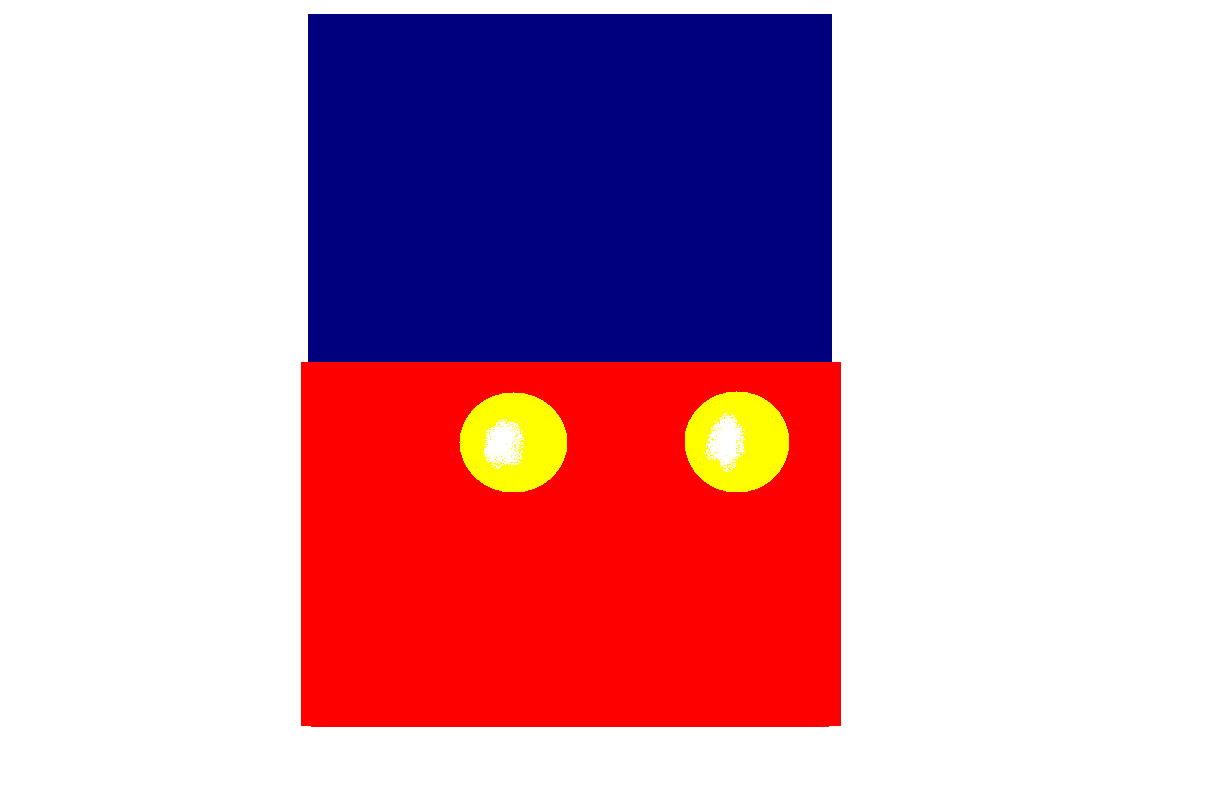
Шведский обшлаг
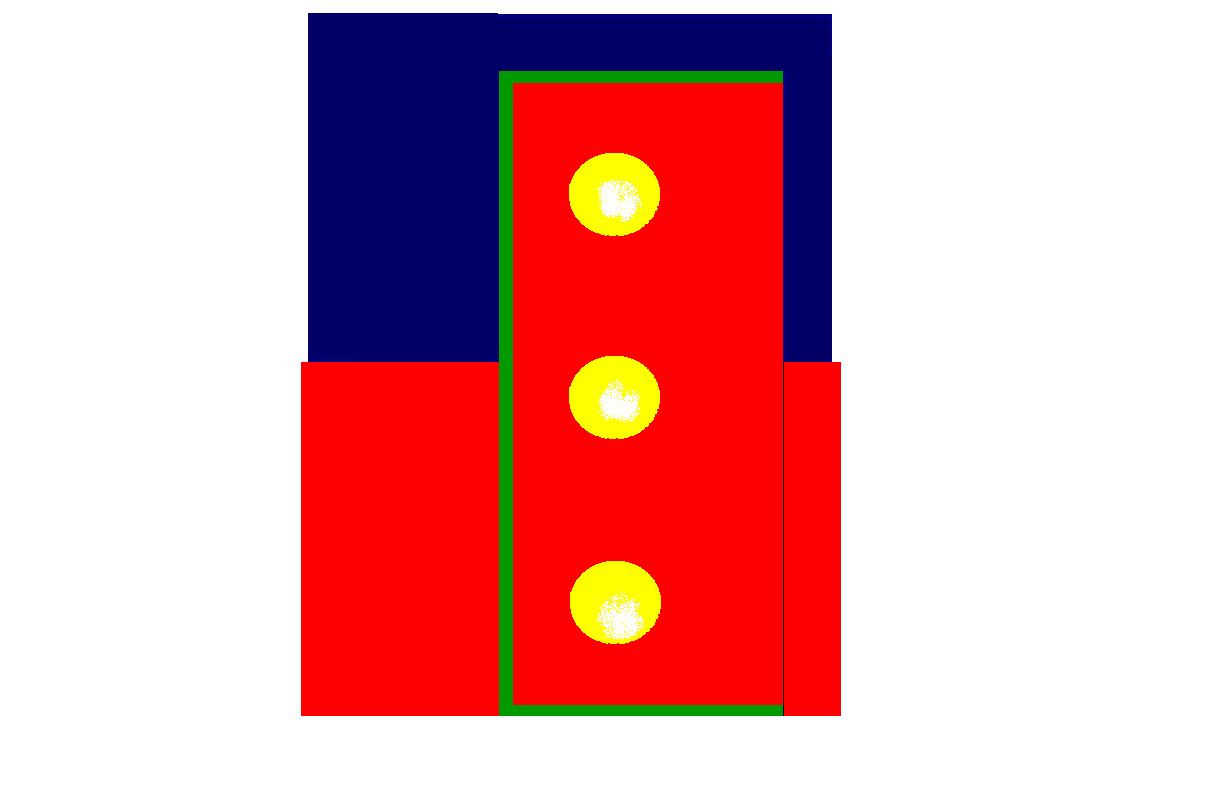
Бранденбургский, русский обшлаг
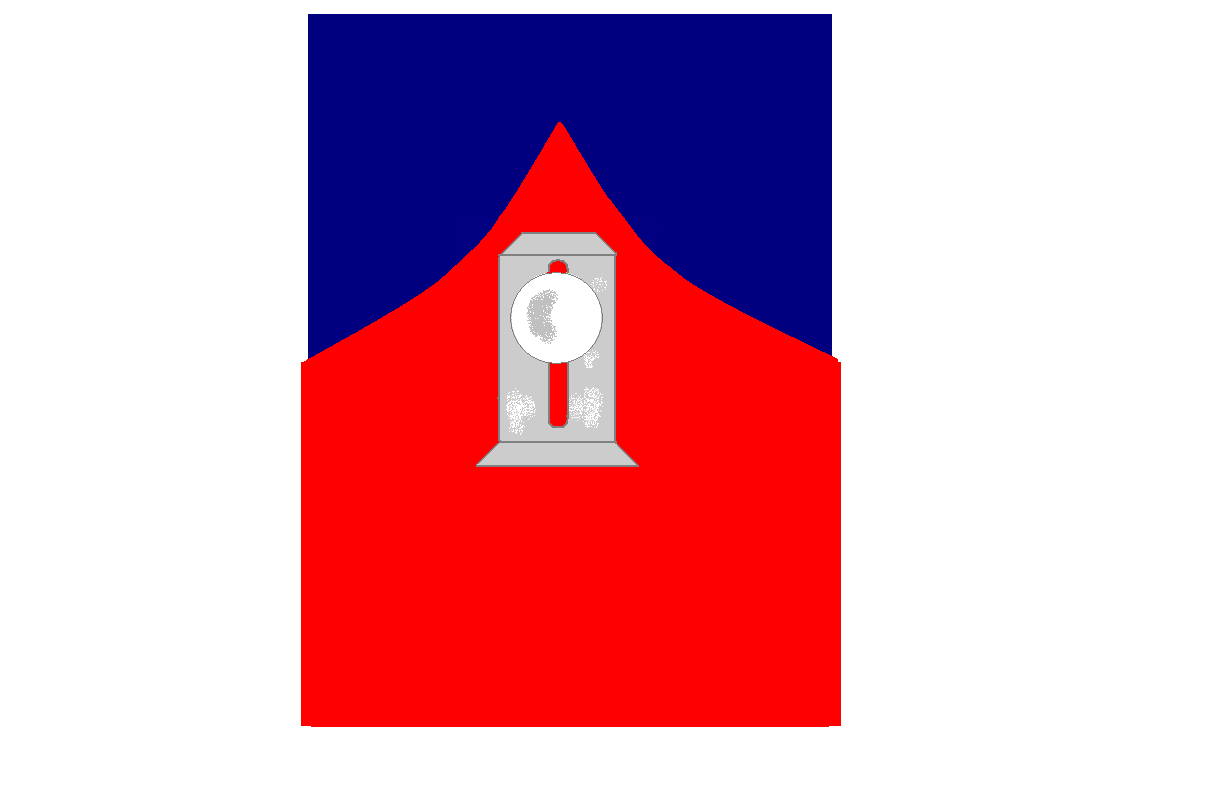
Польский обшлаг

## В разговорной речи
- штафирка (иноск. шут.) — мелкий штатский чиновник (намек на штафирку, подкладку около рукава пишущего, для сбережения рукава от трения)